# 大木麻理
大木 麻理（おおき まり) は、日本のオルガニスト。ミューザ川崎シンフォニーホール・ホールオルガニスト。

## 人物
静岡市出身。東京藝術大学卒業、同大学院修士課程修了。

オルガンを菊池みち子、廣野嗣雄、椎名雄一郎、
チェンバロを鈴木雅明、大塚直哉、
アンサンブルを今井奈緒子、廣澤麻美に師事。
DAAD（ドイツ学術交流会）、ポセール財団の奨学金を得てドイツ・リューベック国立音楽大学、デトモルト音楽大学に留学し、アルヴィート・ガスト、マルティン・ザンダー、ミヒャエル・ラドレスクに師事、最優等で国家演奏家資格を得て卒業。
ソロのみならず東京交響楽団、東京都交響楽団、神奈川フィルハーモニー管弦楽団等、国内外のオーケストラ、アンサンブルと共演。
NHK「リサイタル・ノヴァ」をはじめラジオやTV出演などオルガン音楽の普及に努める。
現在、神戸女学院大学及び東洋英和女学院大学非常勤講師、聖グレゴリオの家講師、彩の国さいたま芸術劇場「みんなのオルガン」講師。(一社) 日本オルガニスト協会、日本オルガン研究会会員。日本福音ルーテル市ヶ谷教会オルガニスト。

2018年4月よりミューザ川崎シンフォニーホール・ホールオルガニストを務めている。

## 受賞歴
- 第13回「静岡の名手たち」[3]
- 第34回日本オルガニスト協会新人演奏会出演 [4]
- 東京藝術大学大学院アカンサス音楽賞 [2]
- 第3回ブクステフーデ国際オルガンコンクール優勝 [5][6]
- マインツ国際オルガンコンクール第2位 [2]
- 第65回「プラハの春」国際音楽コンクール  オルガン部門第3位  チェコ音楽財団特別賞受賞 [7]
- デビューCD「エリンネルング ～オルガン音楽・300年の伝統」 レコード芸術特選盤に選出 [2]

## ディスコグラフィ
- Erinnerung エリンネルング～オルガン音楽・300年の伝統　(2018年) (Armadillo Recordレーベル)[8]